# パウル・フリードリヒ・ツー・メクレンブルク
パウル・フリードリヒ・ツー・メクレンブルク（Herzog Paul Friedrich zu Mecklenburg [-Schwerin], 1852年9月19日 - 1923年5月17日）は、メクレンブルク＝シュヴェリーン大公国の公子、騎兵隊将軍。

## 生涯
メクレンブルク＝シュヴェリーン大公フリードリヒ・フランツ2世とその最初の妻でロイス＝ケストリッツ侯子ハインリヒ63世の娘であるアウグステ・ロイス・ツー・ケストリッツの間の次男として生まれた。全名はパウル・フリードリヒ・ヴィルヘルム・ハインリヒ（Paul Friedrich Wilhelm Heinrich）。
1881年5月5日、従妹にあたるオーストリア貴族のマリー・ツー・ヴィンディシュ＝グレーツ侯女（1856年 - 1929年）と結婚した。夫妻の間に生まれた5人の子供達は、母マリーと同様にカトリック信徒として育てられた。このためパウル・フリードリヒは1884年4月21日に自分と息子たちのメクレンブルク＝シュヴェリーン大公位継承権を放棄している。さらに1887年、パウル・フリードリヒはルター派の信仰を棄ててカトリックに改宗した。
パウル・フリードリヒとその妻子はヴェネツィアで静かな暮らしを送り、ジュゼッペ・サルト枢機卿（後の教皇ピウス10世）と親しい友人になった。1906年、甥の大公フリードリヒ・フランツ4世はパウル・フリードリヒ夫妻の浪費に怒り、夫妻の家政の管理を大公家の宮廷に委ねさせている。1923年、ルートヴィヒスルストで死去した。

## 子女
- パウル・フリードリヒ・カール・アレクサンダー・ミヒャエル・フーゴー（英語版）（1882年 - 1904年）
- マリア・ルイーゼ・アウグステ・アレクサンドリーネ・オルガ（1883年）
- マリー・アントイネッテ・マルガレーテ・アウグステ・マティルデ（英語版）（1884年 - 1944年）
- ハインリヒ・ボルヴィン・アルベルト・フーゴー・ヨーゼフ・パウル（ドイツ語版）（1885年 - 1942年）
- ヨーゼフ（1889年）